# Villa de Acambay de Ruíz Castañeda
Villa de Acambay de Ruiz Castañeda, även San Miguel Acambay, eller bara Acambay, är en ort i Mexiko, och administrativ huvudort i kommunen Acambay de Ruíz Castañeda i den västra delen av delstaten Mexiko, i den centrala delen av landet. Orten hade 4 077 invånare vid folkräkningen 2010, och är kommunens näst största ort efter Pueblo Nuevo sett till befolkning.
Orten hette tidigare bara Acambay, men döptes till dess nuvarande namn efter den framgångsrika läkaren Maximiliano Ruiz Castañeda som föddes där.